# Округ Елк (Канзас)
Округ Елк (енгл. Elk County) је округ у америчкој савезној држави Канзас. По попису из 2010. године број становника је 2.882. Седиште округа је град Хауард.

## Демографија
Према попису становништва из 2010. у округу је живело 2.882 становника, што је 379 (11,6%) становника мање него 2000. године.
| Група             | 2000.         | 2010.         |
| Белци             | 3.081 (94,5%) | 2.694 (93,5%) |
| Афроамериканци    | 7 (0,2%)      | 0 (0,0%)      |
| Азијати           | 6 (0,2%)      | 12 (0,4%)     |
| Хиспаноамериканци | 71 (2,2%)     | 79 (2,7%)     |
| Укупно            | 3.261         | 2.882         |